# Salvatore Contarini

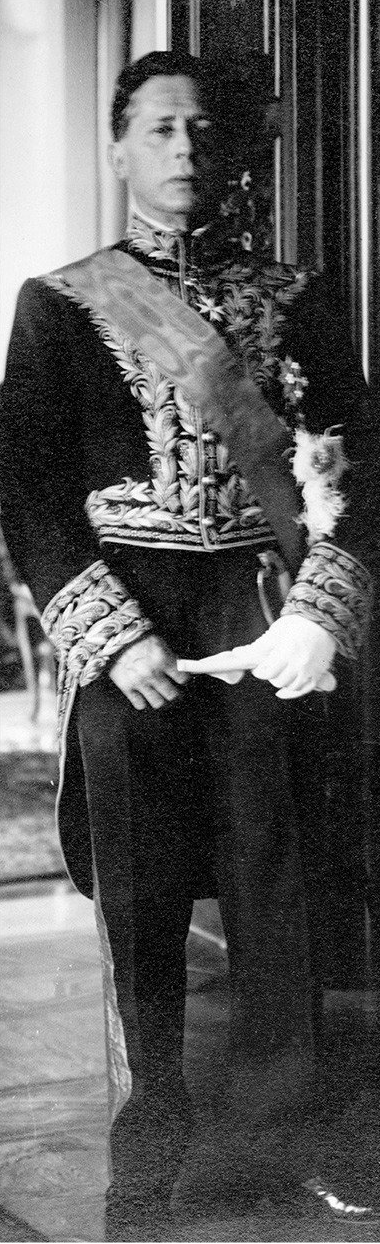
Salvatore Contarini

Salvatore Contarini (* 6. August 1867 in Palermo; † 17. September 1945 in Rom) war ein Diplomat und Politiker im Königreich Italien, der unter anderem zwischen 1912 und 1914 Gesandter in Portugal, von 1919 bis 1926 Generalsekretär des Außenministeriums (Ministero degli affari esteri) sowie ferner von 1921 bis 1943 Mitglied des Senats (Senato del Regno) war.

## Leben

### Studium, Eintritt in den diplomatischen Dienst und Gesandter in Portugal
Salvatore Contarini, Sohn von Giuseppe Contarini und Chiara Raf, absolvierte ein Studium der Rechtswissenschaften an der Universität Palermo und schloss dieses mit einem Laurea in giurisprudenza ab. Er trat am 23. Februar 1893 als Attaché in den diplomatischen Dienst des Außenministeriums (Ministero degli affari esteri) und wurde am 22. Juli 1894 zum Vizesekretär Zweiter Klasse befördert sowie am 10. März 1895 Ritter des Ordens der Krone von Italien. Nach einer Verwendung vom 15. Juni bis zum 27. Oktober 1895 an der Gesandtschaft im Königreich Griechenland kehrte er ins Außenministerium zurück und wurde am 7. Mai 1896 zum Vizesekretär Erster Klasse befördert. In den folgenden Jahren wurde er am 22. Dezember 1898 zum Legationssekretär Dritter Klasse sowie am 2. Januar 1902 Legationssekretär Zweiter Klasse befördert. Für seine Verdienste wurde er am 30. September 1905 Ritter des Ordens der Heiligen Mauritius und Lazarus und am 8. Februar 1906 auch Offizier des Ordens der Krone von Italien. Während seiner weiteren Tätigkeit im Außenministerium erfolgten am 21. Juli 1907 seine Beförderung zum Legationssekretär Erster Klasse sowie am 5. August 1907 zum Legationsrat Zweiter Klasse.
Im April 1908 übernahm er als Direttore degli Affari coloniali den Posten des Direktors für Kolonialangelegenheiten im Außenministerium. Am 9. Juni 1910 wurde er Offizier des Ordens der Heiligen Mauritius und Lazarus und erhielt am 7. Juli 1910 seine Beförderung zum Legationsrat Erster Klasse sowie am 5. Januar 1911 die Würde eines Kommandeurs des Ordens der Krone von Italien.
Nach seiner Ernennung als Inviato straordinario di II classe zum Gesandten Zweiter Klasse am 14. Juli 1911 löste Contarini am 22. Dezember 1912 Raniero Paulucci di Calboli als Gesandter in Portugal ab. Er verblieb auf diesem diplomatischen Posten bis zum 13. August 1914, woraufhin Ernesto Koch am 8. August 1914 ihn ablöste. Während dieser Zeit wurde er am 12. Dezember 1912 auch Kommandeur des Ordens der Heiligen Mauritius und Lazarus.

### Generalsekretär des Außenministeriums, Staatsrat und Botschafter
Nach seiner Rückkehr übernahm Contarini am 28. Oktober 1914 den Posten als Direttore generale degli Affari generali und war als solcher bis zum 31. Dezember 1919 Generaldirektor für allgemeine Angelegenheiten des Außenministeriums. Für seine Verdienste in dieser Funktion wurde er am 27. Mai 1917 zunächst Großoffizier des Ordens der Krone von Italien sowie am 6. August 1919 auch Großoffizier des Ordens der Heiligen Mauritius und Lazarus.
Nachdem er am 20. November 1919 als Inviato straordinario di I classe zum Gesandten Erster Klasse befördert worden war, löste er am 31. Dezember 1919 Giacomo De Martino als Segretario generale del Ministero degli affari esteri ab und war als solcher bis zu seiner Ablösung durch Antonio Chiaramonte Bordonaro am 6. April 1926 Generalsekretär des Außenministeriums. Darüber hinaus wurde er am 2. Januar 1920 als Consigliere di Stato zum Mitglied des Staatsrates ernannt, ein in der Verfassung verankertes Organ, welches zum einen oberstes Verwaltungsgericht und zum anderen Beratungsgremium der Regierung für Rechtsfragen ist. Daneben wurde er am 22. Juli 1920 Mitglied des Rates des Kolonial-Ordens vom Stern von Italien und am 30. Dezember 1920 auch mit dem Großkreuz des Ordens der Krone von Italien ausgezeichnet. Am 12. Januar 1921 erhielt er den Ehrentitel eines Botschafters (Ambasciatore onorario) und wurde zudem 1921 auch Mitglied des Verwaltungsrates des Istituto orientale di Napoli, aus dem die heutige Universität Neapel L’Orientale hervorging.

### Senator und Staatsminister
Am 8. Juni 1921 wurde Salvatore Contarini zum Mitglied des Senats (Senato del Regno) ernannt und gehörte diesem vom 19. Juni 1921 bis zum 5. August 1943 an. Er wurde 1923 auch Mitglied des Obersten Rates für die Italienischen Kolonien (Consiglio superiore coloniale) und erhielt für seine Verdienste am 29. Juli 1923 auch das Großkreuz des Ordens der Heiligen Mauritius und Lazarus. Am 10. Januar 1924 wurde er Mitglied des Consiglio del contenzioso diplomatico, des Komitees für Rechtsfragen des Außenministeriums, und am 24. Februar 1924 zum Staatsminister (Ministro di Stato) ernannt. Als Präsident der Kommission für den Vertrag von Rapallo (1920) förderte er die Teilnahme Italiens an den Verträgen von Locarno (1925) und leitete die Verhandlungen zum Abschluss vieler wichtiger Handelsverträge. Anfang 1926 geriet er in Konflikt mit den Direktiven des Ministerpräsidenten und Außenministers Benito Mussolini, trat am 6. April 1926 als Generalsekretär des Außenministeriums zurück und zog sich für mehrere Jahre ins Privatleben zurück.
Im Senat war er später zwischen dem 8. März 1930 und dem 19. Januar 1934 Mitglied der Kommission zur Prüfung von Gesetzentwürfen zur Umwandlung in Gesetzesdekrete (Commissione per l’esame dei disegni di legge per la conversione dei decreti-legge) und wurde 1932 Mitglied der Geographischen Gesellschaft, der Società Geografica Italiana. Er wurde am 21. August 1937 auch Ehrenpräsident einer Sektion des Staatsrates. Zum Ende seiner Senatszugehörigkeit war er zwischen dem 31. März 1939 und dem 5. August 1939 Mitglied des Geschäftsordnungsausschusses (Commissione per il regolamento interno), vom 17. April 1939 bis zum 5. August 1943 Vizepräsident des Ausschusses für auswärtige Angelegenheiten, Handels- und Zollrecht (Commissione degli affari esteri, degli scambi commerciali e della legislazione doganale) sowie zwischen dem 17. April 1939 und dem 5. August 1943 auch Mitglied der Kommission für die Rechtsprechung des Obersten Gerichtshofes (Commissione per il giudizio dell’Alta Corte di Giustizia).
Am 7. August 1945 wurde vom Obersten Gerichtshof für Sanktionen gegen den Faschismus ACGSF (Alta Corte di Giustizia per le Sanzioni contro il Fascismo) ein Verfahren gegen ihn eröffnet, allerdings am 29. September 1945 wegen seines Todes am 17. September 1945 eingestellt. Er war zwei Mal verheiratet und Vater von zwei Söhnen und drei Töchtern.

## Hintergrundliteratur
- Roberto Cantalupo: Vita diplomatica di Salvatore Contarini (Italia fra Inghilterra e Russia). Rom, Sestante, 1947.
- Sergio Romano: Le altre facce della storia. Mailand, Rizzoli, 2010, S. 97–98.
- Matteo Anastasi: Salvatore Contarini e la politica estera italiana (1891–1926). Rom, Aracne, 2017.